# I Propose We Never See Each Other Again After Tonight
I Propose We Never See Each Other Again After Tonight é um filme independente canadense de comédia romântica de 2020, dirigido por Sean Garrity. O filme é estrelado por Kristian Jordan e Hera Nalam como Simon Friesen e Iris Dela Cruz, um homem e uma mulher em Winnipeg que se encontram quando os dois param para ajudar a tirar um carro da neve e se tornam um casal ao longo do filme, apesar de sua falta inicial de interesse um pelo outro.
Garrity escolheu escrever os dois personagens principais como um menonita e uma canadense filipina, já que ambas as comunidades são proeminentes em Winnipeg, mas raramente representadas em filmes.
O filme tinha estreia marcada para março de 2020, mas foi interrompido pela Pandemia de COVID-19 no Canadá. Sua estréia foi remarcada para agosto; Garrity comparou sua estratégia de lançamento ajustada com o filme Tenet, concorrente de Christopher Nolan, observando que as estratégias de distanciamento social ainda em vigor nos cinemas complicariam o lançamento de um filme de Hollywood, mas não eram muito diferentes das audiências muito menores que se voltam para os filmes independentes canadenses mesmo em tempos normais.